# Ivo Ivanov Ivanov

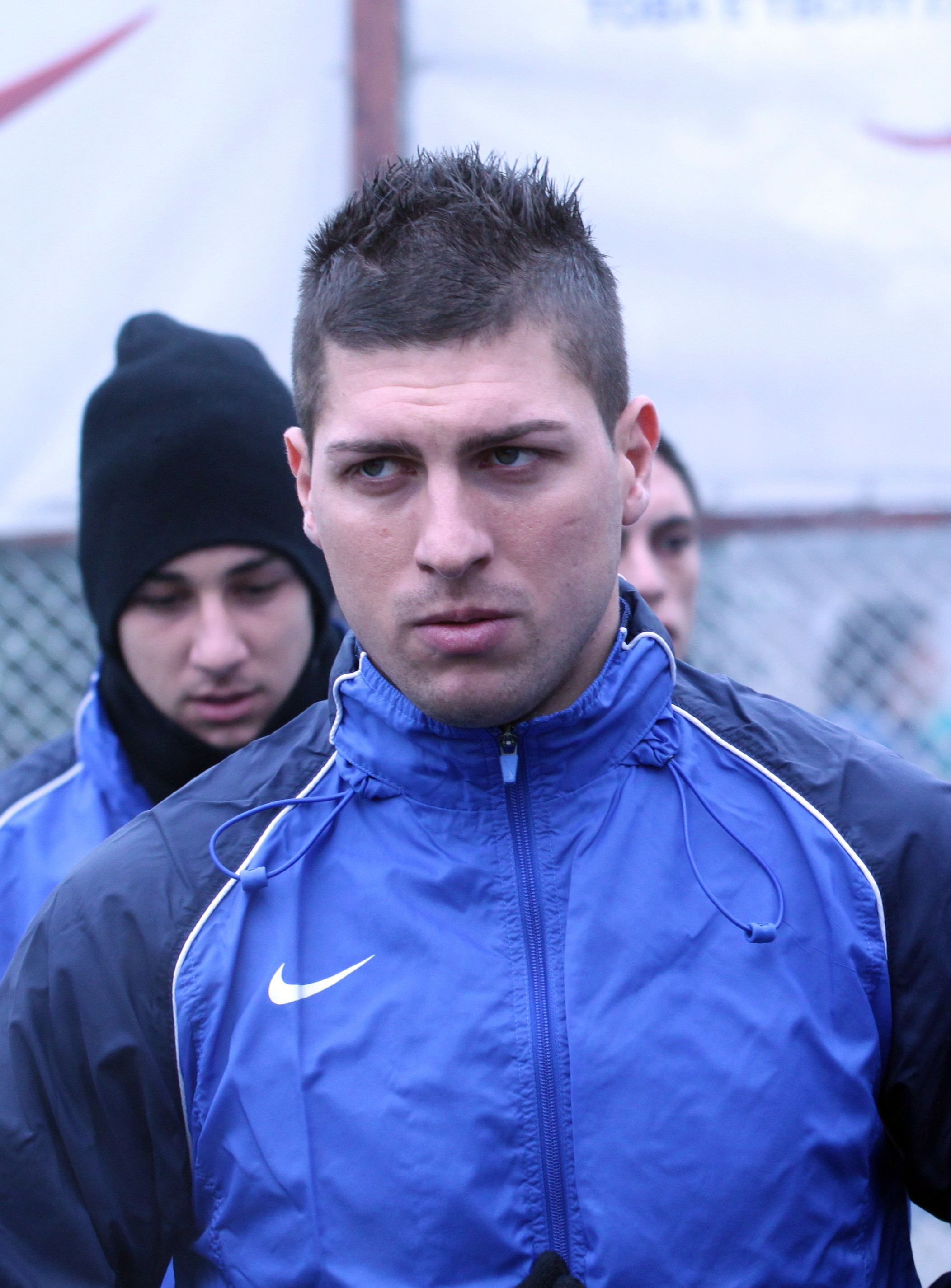
Ivo Ivanov Ivanov (2011)

Ivo Ivanov Ivanov (bulharsky Иво Иванов Иванов, * 11. března 1985, Bulharsko) je bulharský fotbalový obránce a reprezentant, který působí od srpna 2012 v bulharském klubu PFK Beroe Stara Zagora. Hraje na pozici stopera (středního obránce).

## Klubová kariéra
- PFK Beroe Stara Zagora (mládež)
- PFK Beroe Stara Zagora 2007–2010
- PFK Levski Sofia 2011–2013
- PFK Beroe Stara Zagora 2015–

## Reprezentační kariéra
V A-mužstvu Bulharska debutoval 18. 11. 2009 v přátelském utkání proti reprezentaci Malty (výhra 4:1). Další reprezentační start si připsal až 10. 10. 2015 v kvalifikaci na EURO 2016 v Záhřebu proti národnímu týmu Chorvatska (prohra 0:3).